# Abeele
« Abele » redirige ici. Ne doit pas être confondu avec Labliau, qui en néerlandais s'appelle aussi Abele
Pour les articles homonymes, voir Abele (homonymie).
Abeele (en néerlandais : Abele) ou L'Abeele (en néerlandais : Den Abele) est un village franco-belge dans la province de Flandre-Occidentale et le département du Nord.

## Géographie
Abeele est situé dans la commune belge de Poperinghe mais aussi dans la commune française de Boeschepe. Ce village-rue se trouve principalement dans la section de Watou de la commune de Poperinghe. Le village compte plus de 600 habitants, dont une centaine de Français. La rue principale coïncide avec la frontière nationale, de sorte que les maisons des deux côtés de la rue se trouvent sur un territoire différent.
L'église Notre-Dame-de-l'Immaculée-Conception est située sur le territoire français, mais les cultes sont organisés par le diocèse de Bruges. La fabrique d'église de Watou et la municipalité de Boeschepe sont responsables de l'entretien.

## Histoire
Abeele a longtemps été un important point de passage frontalier. Un bureau de péage a été créé en 1713 et a disparu pendant la Révolution française. L'ancien bureau de douane belge a été restauré et sert maintenant de café rétro avec un petit espace d'exposition.
Le 11 août 1793 a lieu le combat de L'Abeele.
À proximité se trouve le cimetière militaire de l'Aérodrome d'Abeele, un cimetière militaire britannique avec environ 100 victimes de la Première Guerre mondiale.
Pendant celle-ci, Abeele est une des communes avec Hondschoote, Oost-cappel, Caestre, Godewaersvelde, Winnezeele, Hardifort, etc. à faire partie du commandement d'étapes, c'est-à-dire un élément de l'armée, installé à Steenvoorde puis transféré à Rexpoëde, organisant le stationnement de troupes, comprenant souvent des chevaux, pendant un temps plus ou moins long, sur les communes dépendant du commandement, en arrière du front.
On y trouvait également la gare d'Abeele.

## Nature et paysage
Abeele est situé en Flandre sablo-limoneuse à une altitude d'environ 45 mètres, près du Vleterbeek et de la continuation des  Monts des Flandres en France. Le Helleketelbos est situé au nord d'Abeele.

## Villages à proximité
Poperinghe, Watou, Steenvoorde, Godewaarsvelde, Boeschepe